# Bimbo (République centrafricaine)
Pour les articles homonymes, voir Bimbo (homonymie).
Bimbo est une ville de République centrafricaine relevant de la préfecture et l'agglomération de Bangui. Avant 2021 et son intégration dans le Grand Bangui, elle était la deuxième plus grande ville du pays par sa population, avec 124 176 habitants recensés en 2003.

## Géographie
La ville est située à l'ouest de Bangui, sur la rive gauche de la rivière Mpoko affluent de l'Oubangui, à 9 km du centre de Bangui (PK 0).

## Histoire
En 1908, un poste français est fondé à Bimbo. Le 1er octobre 1914, la localité devient chef-lieu de Subdivision dans la circonscription militaire de la M’Poko. À partir du 27 janvier 1919, la Subdivision de Bimbo est supprimée, la localité est intégrée dans la Commune de Bangui.
Après guerre, le 16 octobre 1946, le District de Bimbo est créé dans la région de l’Ombella-M'Poko. Le 23 janvier 1961, Bimbo devient une sous-préfecture de l’Ombella-M'Poko en République centrafricaine. Le 20 novembre 1964, la ville devient le chef-lieu de la préfecture de l’Ombella-M'Poko, Bangui étant devenu une commune autonome depuis le 3 janvier 1964. Le 12 mai 1967, le chef-lieu de la préfecture est transféré à Boali, avant de revenir à Bimbo. En mars 2012, la partie nord de la commune de Bimbo est démembrée pour devenir la nouvelle commune de Bégoua. En décembre 2020 elle intègre la préfecture de Bangui.

## Démographie
En 2021, l'ICASEES estime la population de la ville à 348 802 habitants.
| 1975  | 1988   | 1996   | 2003    | 2007    | 2012    | 2013    | 2021    |
| ----- | ------ | ------ | ------- | ------- | ------- | ------- | ------- |
| 3 576 | 10 751 | 22 031 | 124 176 | 146 550 | 250 195 | 267 859 | 348 802 |

## Administration

### Quartiers
La ville est constituée de 40 quartiers recensés en 2003 : Balapa 1, Balapa 2, Batalimo 1, Batalimo 2, Bégoua Centre 1, Bégoua Centre 2, Bégoua Centre 3, Cité Elevage, Damala 1, Damala 2, Damala Centre, Gbalikola, Gbanikola 1, Guitangola 1, Guitangola 2, Guitangola 3, Guitangola Source, Kokoro 1, Kokoro 2, Kokoro 3, Le Plateau, Mangapou 1, Mbembe (1 et 2), Mpoko Bac, Mpoko Pont, Mpoko Pont 2, Ngola 1, Ngola 2, Ngola Centre, Pala, Poto Poto 1, Poto Poto 2, Sambrola, Toungoufara, Yembi 1, Yembi 2, Yembi 3, Zacko 2, Zako 1.

### Instances judiciaires
La ville est le siège d'un tribunal de grande instance doté de nouveaux locaux depuis fin février 2016.

### Prison
La prison centrale pour femmes de Bimbo existe depuis 1980, elle accueille les prisonnières qui auparavant été détenues à la maison d'arrêt centrale de Ngaragba à Bangui.

### Villages
En zone rurale, la commune s'étend sur 140 villages recensés en 2003 : Bimon 1, Bimon 2, Bobadoungo, Bobandio, Bobassa 1, Bobassa 2, Bobele, Boda 1, Bodengbe, Bogbade, Bogbaya 1, Boh, Bombabia, Bombele, Bomboko, Bondio, Bondokpo, Borosse, Bossin, Bossouamo, Botambi, Boteke, Bouboui 1, Bouboui 2, Bouboui 3, Boutili, Bozere Bali, Bozere Kala, Dana, Danzi Tho, Dele Bama, Ebou, Fafara, Gbaloko 1, Gbaloko 2, Gbaloko 3, Gbangba, Gbengara, Gbili, Gbo Kila, Guerengou Pont, Kala, Kapou Cuisinier, Kassiembe, Kembe 1, Kodozilo, Kombo, Konga, Koukoulou, Koula Mandja, Kpakpa, Kpalongo 1, Kpalongo 2, Kpama (1 et 2), Kpangaladeke, Kpangba 1, Kpangba 2, Kpata (1 et 2), Kpetene, Kpobanga, Lilando, Limassa, Liton, Maka 1, Maka 2, Mbaye 1, Mbaye 2, Mboko 1, Mboko 2, Mboko 3, Modale, Modale 2, Mokelo, Mondoli, Monzan, Mpoko 1, Mpoko Loko, Mpoko Nzanla, Ndangala, Ndayen, Ndere, Ndia, Ndimba, Ndjongo, Ngako, Ngbo, Ngbodo, Ngola 1, Ngoukomba 1, Ngoukomba 2, Ngoukomba Central, Ngoulanga 1, Ngoulanga 2, Ngoulanga Pont, Ngoumbala, Ngoumbeti, Ngouyingo, Nguito 5, Nguito Source, Ouata, Pani, Pelemongo, Pindao, Poto Poto, Sabiri, Sabongo 1, Sabongo 2, Sakai 1, Sakai 2, Sakai 3, Sakai 4, Sakai 5, Sakpa, Sakpambororo, Salanga, Sambia, Sandjimba 1, Sandjimba 2, Sangba, Sebala, Sebokele 1, Sebokele 2, Sebokele 3, Sehondo, Sekia Dale, Sekia Mote, So, Sobo, Soh, Yakoli, Yamboro, Yangana, Yatimbo, Yombo, Zado, Zawara, Zeregongo, Zilla, Zoubourou.

## Économie
La brasserie Mocaf est localisée au sud de la ville dans le quartier Batalimo 1.

### Actions de développement
En 2018, l'association « Jeunesse en marche Centrafrique » met en œuvre, dans le cadre de l'initiative Objectif 2030, le projet « Production de poulets de chair grâce à l'assainissement écologique dans la commune de Bimbo ».

## Éducation
L'enseignement secondaire est assuré au lycée de Bimbo.
Cependant il existe plusieurs écoles privées, notamment et entre autres, l'école catholique Saint-Padre-Pio, l'école bilingue Pasteur Seregue et l'école catholique Sainte-Anne. Sur le plan éducationnel, les habitants de Bimbo ne se plaignent pas et le niveau des enseignants dans ces établissements sont appréciés par les élèves et également les parents.

## Santé
Depuis le 27 février 2012, est ouvert le centre hospitalier Élisabeth Domitien d'une capacité de cent lits, il offre les services de médecine générale, chirurgie et gynécologie.
Bimbo est le chef-lieu de la région sanitaire no 1 du système de santé centrafricain, elle couvre deux préfectures : l'Ombella-M'Poko et la Lobaye.

## Cultes
La paroisse catholique Saint-Antoine-de-Padoue-de-Bimbo est fondée en 1980, elle dépend de la doyenné Notre-Dame-de-Fatima de l'archidiocèse de Bangui.
Le grand séminaire catholique Saint-Marc-de-Bimbo est localisé dans le quartier Bimbo .
Plusieurs églises du réveil ont également été construites à Bimbo, notamment l'église apostolique pierre vivante,la chapelle des vainqueurs ; des églises baptistes et également des cellules de prière. Bimbo dipose de plusieurs lieux de culte dans différentes localités.